# Герцог Гімарайнський
Ге́рцог Гімара́йнський (порт. Duque de Guimarães) — шляхетний титул у Португальському королівстві. Заснований 1475 року португальським королем Афонсу V як підвищення для браганського герцога Фернанду II, який 1464 року вже отримав титул графа Гімарайнського. Назва титулу походить від португальського міста Гімарайнш. Передавався головам Браганського дому до 1537 року, коли браганський герцог Теодозіу I дарував Гімарайнське герцогство як посаг своєї сестри Ізабели її чоловікові, португальському інфанту Дуарте І, синові португальського короля Мануела I. Після смерті Дуарте І в 1540 році титул перейшов до його спадкоємця Дуарте II. Той не залишив по собі нащадків, тому 1576 року герцогство повернулося до голови Браганського дому Жуана, який 1640 року був проголошений новим королем Португалії. Після падіння монархії в Португалії в 1910 році деякі представники Браганського дому продовжують використовувати титул герцогів і герцогинь Гімарайнських.

## Графи
- 1464—1475: Фернанду II, герцог Браганський.

## Герцоги
- 1475—1484: Фернанду II, герцог Браганський.
- 1484—1532: Жайме I, герцог Браганський.
- 1532—1537: Теодозіу I, герцог Браганський.
- 1537—1540: Дуарте І, португальський інфант.
- 1540—1576: Дуарте II, португальський інфант.
- 1576—1640: Жуан, герцог Браганський, король з 1640 року.

## Герби

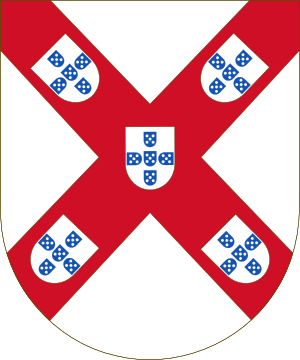
Браганси
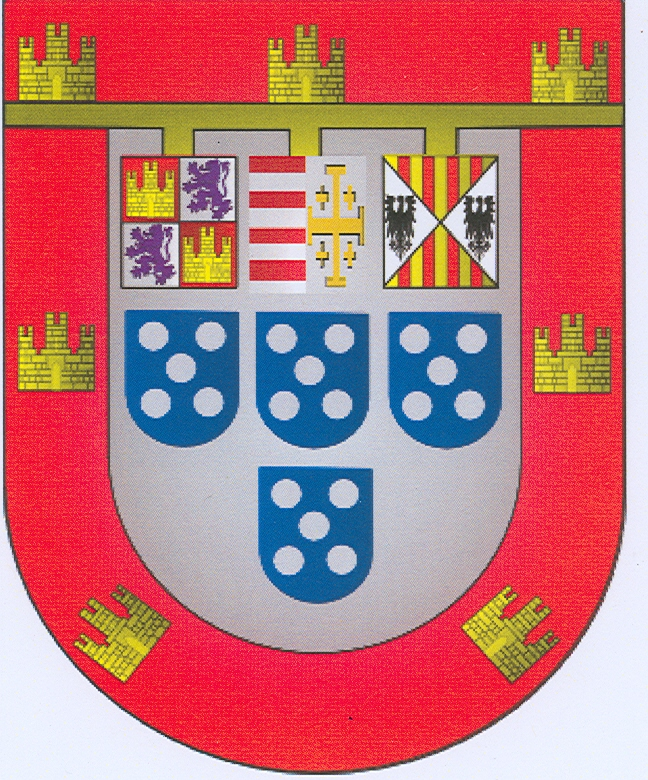
Дуарте І і ІІ